# Anwar Mesbah
Anwar Mesbah (en arabe : أنور مصباح), né le 8 avril 1913 et mort le 25 novembre 1998, est un haltérophile égyptien. Il s'est illustré aux Jeux olympiques de Berlin, en 1936, en remportant la médaille d'or de la catégorie des poids légers (60 à 67.5 kg) avec un total de 342.5 kg .
Il est l'un des deux Égyptiens sacrés champions olympiques à Berlin, le second étant Khadr El-Touni.
- (en) Cet article est partiellement ou en totalité issu de l’article de Wikipédia en anglais intitulé « Anwar Mesbah » (voir la liste des auteurs).